# تشارلز ويليس لان
تشارلز ويليس لان (بالإنجليزية: Charles Willis Lane)‏ هو ممثل أمريكي، ولد في 25 يناير 1869 بماديسون في الولايات المتحدة، وتوفي في 17 أكتوبر 1945 بفان نويس في الولايات المتحدة.

## أعمال

### أفلام
- (1928) سيدي تومسون

## وصلات خارجية
- تشارلز ويليس لان على موقع IMDb (الإنجليزية)
- تشارلز ويليس لان على موقع قاعدة بيانات برودواي على الإنترنت (الإنجليزية)
- تشارلز ويليس لان على موقع قاعدة بيانات برودواي على الإنترنت (الإنجليزية)
- تشارلز ويليس لان على موقع قاعدة بيانات الأفلام السويدية (السويدية)
- تشارلز ويليس لان على موقع قاعدة بيانات الفيلم (الإنجليزية)
- تشارلز ويليس لان على موقع كينوبويسك (الروسية)